# Großer Preis der USA Ost 1984
Der Große Preis der USA Ost 1984 (offiziell 3rd Detroit Grand Prix) fand am 24. Juni auf dem Detroit Street Circuit in Detroit statt und war das achte Rennen der Formel-1-Weltmeisterschaft 1984.

## Berichte

### Hintergrund
Zum Großen Preis der USA Ost, der in diesem Jahr zum vorläufig letzten Mal als eines von zwei Rennen in den USA stattfand, kehrten Patrick Tambay, Jonathan Palmer und Teo Fabi ins Teilnehmerfeld zurück.

### Training
Nach seinem überlegenen Sieg in Kanada, den er sogar in Form eines Grand Slam erreicht hatte, qualifizierte sich Nelson Piquet auch in Detroit für die Pole-Position, mit einer um fast sieben Zehntelsekunden kürzeren Rundenzeit gegenüber Alain Prost. Nigel Mansell und Michele Alboreto bildeten die zweite Startreihe vor Elio de Angelis und Derek Warwick.
Da nach dem ersten Durchgang festgestellt wurde, dass der Heckflügel an Niki Laudas McLaren MP4/2 um 2,5 Millimeter zu breit war, wurde seine Rundenzeit gestrichen. Im zweiten Durchgang qualifizierte er sich für den zehnten Startplatz.

### Rennen
Da Prost von Platz zwei aus etwas besser startete, als der wenige Meter vor ihm positionierte Pole-Setter Piquet, fuhren die beiden gleichauf auf die erste Kurve zu. Mansell, dem ebenfalls ein guter Start geglückt war, versuchte, zwischen den beiden hindurch die Spitze zu übernehmen. Dabei berührte er den Wagen von Piquet. Dieser drehte sich in die Mauer, die die Strecke begrenzte. Marc Surer der nicht rechtzeitig ausweichen konnte, prallte mit hoher Geschwindigkeit in das Wrack. Ein von Piquets Wagen abgerissenes Rad beschädigte derweil die Aufhängung des in diesem Moment vorbeifahrenden Ayrton Senna. Das Rennen wurde abgebrochen.
Piquet und Senna standen im Gegensatz zu Surer T-Cars zur Verfügung, mit denen sie am Neustart teilnehmen konnten. Diesmal verteidigte Piquet problemlos die Spitze gegen Prost, Mansell und Alboreto. Ähnlich wie zuvor in Kanada führte er das Rennen durchgängig bis ins Ziel an.
Einen starken Eindruck hinterließen erneut die beiden Tyrrell-Piloten Stefan Bellof und Martin Brundle, die sich bis zu ihren Boxenstopps auf die Plätze fünf und sechs nach vorn kämpften. Durch die Stopps wurden sie nur kurzzeitig zurückgeworfen. Während Bellof in Runde 34 durch einen Unfall ausschied, erreichte Brundle das Ziel als Zweiter hinter Piquet. Dies wurde unter anderem dadurch begünstigt, dass Alboreto ausschied und de Angelis aufgrund technischer Probleme zurückfiel. Mit Fabi, Prost und Jacques Laffite erreichten nur drei weitere Fahrer das Ziel.
Als das Tyrrell-Team gegen Ende der Saison von der Weltmeisterschaft ausgeschlossen wurde, rückten alle Piloten, die nach Brundle das Ziel erreicht hatten, um einen Platz auf. Da jedoch nach Laffite kein weiterer Fahrer das Ziel erreicht hatte, gelangte niemand nachträglich in die Punkteränge. Ein WM-Punkt für einen sechsten Platz wurde somit an diesem Wochenende nicht vergeben, da Alboreto, der als letzter ausgeschieden war, zu wenige Runden absolviert hatte, um als Sechster gewertet zu werden.
Indem Warwick die schnellste Rennrunde absolvierte, verhinderte er, dass Piquet zum zweiten Mal in Folge einen Grand Slam erzielte.

## Meldeliste
| Team                            | Nr. | Fahrer             | Chassis         | Motor                       | Reifen |
| ------------------------------- | --- | ------------------ | --------------- | --------------------------- | ------ |
| MRD International               | 01  | Nelson Piquet      | Brabham BT53    | BMW M12/13 1.5 L4t          | M      |
| MRD International               | 02  | Teo Fabi           | Brabham BT53    | BMW M12/13 1.5 L4t          | M      |
| Tyrrell Racing Organisation     | 03  | Martin Brundle     | Tyrrell 012     | Ford Cosworth DFY 3.0 V8    | G      |
| Tyrrell Racing Organisation     | 04  | Stefan Bellof      | Tyrrell 012     | Ford Cosworth DFY 3.0 V8    | G      |
| Williams Grand Prix Engineering | 05  | Jacques Laffite    | Williams FW09   | Honda RA163-E 1.5 V6t       | G      |
| Williams Grand Prix Engineering | 06  | Keke Rosberg       | Williams FW09   | Honda RA163-E 1.5 V6t       | G      |
| Marlboro McLaren International  | 07  | Alain Prost        | McLaren MP4/2   | TAG/Porsche TTE PO1 1.5 V6t | M      |
| Marlboro McLaren International  | 08  | Niki Lauda         | McLaren MP4/2   | TAG/Porsche TTE PO1 1.5 V6t | M      |
| Skoal Bandit Formula 1 Team     | 09  | Philippe Alliot    | RAM 02          | Hart 415T 1.5 L4t           | P      |
| Skoal Bandit Formula 1 Team     | 10  | Jonathan Palmer    | RAM 02          | Hart 415T 1.5 L4t           | P      |
| John Player Team Lotus          | 11  | Elio de Angelis    | Lotus 95T       | Renault EF4 1.5 V6t         | G      |
| John Player Team Lotus          | 12  | Nigel Mansell      | Lotus 95T       | Renault EF4 1.5 V6t         | G      |
| Team ATS                        | 14  | Manfred Winkelhock | ATS D7          | BMW M12/13 1.5 L4t          | P      |
| Équipe Renault Elf              | 15  | Patrick Tambay     | Renault RE50    | Renault EF4 1.5 V6t         | M      |
| Équipe Renault Elf              | 16  | Derek Warwick      | Renault RE50    | Renault EF4 1.5 V6t         | M      |
| Barclay Nordica Arrows BMW      | 17  | Marc Surer         | Arrows A6       | Ford Cosworth DFV 3.0 V8    | G      |
| Barclay Nordica Arrows BMW      | 18  | Thierry Boutsen    | Arrows A7       | BMW M12/13 1.5 L4t          | G      |
| Toleman Group Motorsport        | 19  | Ayrton Senna       | Toleman TG184   | Hart 415T 1.5 L4t           | M      |
| Toleman Group Motorsport        | 20  | Johnny Cecotto     | Toleman TG184   | Hart 415T 1.5 L4t           | M      |
| Spirit Racing                   | 21  | Huub Rothengatter  | Spirit 101C     | Cosworth DFV 3.0 V8         | P      |
| Benetton Team Alfa Romeo        | 22  | Riccardo Patrese   | Alfa Romeo 184T | Alfa Romeo 890T 1.5 V8t     | G      |
| Benetton Team Alfa Romeo        | 23  | Eddie Cheever      | Alfa Romeo 184T | Alfa Romeo 890T 1.5 V8t     | G      |
| Osella Squadra Corse            | 24  | Piercarlo Ghinzani | Osella FA1F     | Alfa Romeo 890T 1.5 V8t     | P      |
| Ligier Loto                     | 25  | François Hesnault  | Ligier JS23     | Renault EF4 1.5 V6t         | M      |
| Ligier Loto                     | 26  | Andrea de Cesaris  | Ligier JS23     | Renault EF4 1.5 V6t         | M      |
| Scuderia Ferrari SpA SEFAC      | 27  | Michele Alboreto   | Ferrari 126C4   | Ferrari 031 1.5 V6t         | G      |
| Scuderia Ferrari SpA SEFAC      | 28  | René Arnoux        | Ferrari 126C4   | Ferrari 031 1.5 V6t         | G      |

## Klassifikationen

### Qualifying
| Pos. | Fahrer             | Konstrukteur        | Qualifikationstraining 1 | Qualifikationstraining 1 | Qualifikationstraining 2 | Qualifikationstraining 2 | Start |
| Pos. | Fahrer             | Konstrukteur        | Zeit                     | Ø-Geschwindigkeit        | Zeit                     | Ø-Geschwindigkeit        | Start |
| ---- | ------------------ | ------------------- | ------------------------ | ------------------------ | ------------------------ | ------------------------ | ----- |
| 01   | Nelson Piquet      | Brabham-BMW         | 1:45,407                 | 137,399 km/h             | 1:40,980                 | 143,422 km/h             | 01    |
| 02   | Alain Prost        | McLaren-TAG-Porsche | 1:45,717                 | 136,996 km/h             | 1:41,640                 | 142,491 km/h             | 02    |
| 03   | Nigel Mansell      | Lotus-Renault       | 1:45,130                 | 137,761 km/h             | 1:42,172                 | 141,749 km/h             | 03    |
| 04   | Michele Alboreto   | Ferrari             | 1:47,719                 | 134,450 km/h             | 1:42,246                 | 141,647 km/h             | 04    |
| 05   | Elio de Angelis    | Lotus-Renault       | 1:47,316                 | 134,955 km/h             | 1:42,434                 | 141,387 km/h             | 05    |
| 06   | Derek Warwick      | Renault             | 1:47,341                 | 134,923 km/h             | 1:42,637                 | 141,107 km/h             | 06    |
| 07   | Ayrton Senna       | Toleman-Hart        | 1:47,188                 | 135,116 km/h             | 1:42,651                 | 141,088 km/h             | 07    |
| 08   | Eddie Cheever      | Alfa Romeo          | 1:47,347                 | 134,916 km/h             | 1:43,065                 | 140,521 km/h             | 08    |
| 09   | Patrick Tambay     | Renault             | 1:46,426                 | 136,083 km/h             | 1:43,289                 | 140,216 km/h             | 09    |
| 10   | Niki Lauda         | McLaren-TAG-Porsche | keine Zeit               | –                        | 1:43,484                 | 139,952 km/h             | 10    |
| 11   | Martin Brundle     | Tyrrell-Ford        | 1:48,966                 | 132,911 km/h             | 1:43,754                 | 139,588 km/h             | 11    |
| 12   | Andrea de Cesaris  | Ligier-Renault      | 1:46,834                 | 135,564 km/h             | 1:43,998                 | 139,260 km/h             | 12    |
| 13   | Thierry Boutsen    | Arrows-BMW          | 1:47,866                 | 134,267 km/h             | 1:44,063                 | 139,173 km/h             | 13    |
| 14   | Manfred Winkelhock | ATS-BMW             | 1:47,303                 | 134,971 km/h             | 1:44,228                 | 138,953 km/h             | 14    |
| 15   | René Arnoux        | Ferrari             | 1:46,805                 | 135,600 km/h             | 1:44,748                 | 138,263 km/h             | 15    |
| 16   | Stefan Bellof      | Tyrrell-Ford        | 1:48,117                 | 133,955 km/h             | 1:44,940                 | 138,010 km/h             | 16    |
| 17   | Johnny Cecotto     | Toleman-Hart        | 1:49,644                 | 132,089 km/h             | 1:45,231                 | 137,629 km/h             | 17    |
| 18   | François Hesnault  | Ligier-Renault      | 1:49,697                 | 132,025 km/h             | 1:45,419                 | 137,383 km/h             | 18    |
| 19   | Jacques Laffite    | Williams-Honda      | 1:47,610                 | 134,586 km/h             | 1:46,225                 | 136,341 km/h             | 19    |
| 20   | Philippe Alliot    | RAM-Hart            | 1:51,031                 | 130,439 km/h             | 1:46,333                 | 136,202 km/h             | 20    |
| 21   | Keke Rosberg       | Williams-Honda      | 1:47,919                 | 134,201 km/h             | 1:46,495                 | 135,995 km/h             | 21    |
| 22   | Marc Surer         | Arrows-Ford         | keine Zeit               | –                        | 1:46,626                 | 135,828 km/h             | 22    |
| 23   | Teo Fabi           | Brabham-BMW         | 1:51,165                 | 130,282 km/h             | 1:47,335                 | 134,931 km/h             | 23    |
| 24   | Jonathan Palmer    | RAM-Hart            | 1:51,493                 | 129,899 km/h             | 1:47,743                 | 134,420 km/h             | 24    |
| 25   | Riccardo Patrese   | Alfa Romeo          | 1:47,974                 | 134,132 km/h             | 1:48,224                 | 133,822 km/h             | 25    |
| 26   | Piercarlo Ghinzani | Osella-Alfa Romeo   | 1:49,141                 | 132,698 km/h             | 1:48,865                 | 133,034 km/h             | 26    |
| DNQ  | Huub Rothengatter  | Spirit-Cosworth     | 1:53,625                 | 127,461 km/h             | 1:49,955                 | 131,716 km/h             | –     |

### Rennen
| Pos. | Fahrer             | Konstrukteur        | Runden | Stopps | Zeit        | Start | Schnellste Runde |
| ---- | ------------------ | ------------------- | ------ | ------ | ----------- | ----- | ---------------- |
| 01   | Nelson Piquet      | Brabham-BMW         | 63     | 0      | 1:55:41,842 | 01    | 1:47,050 (30.)   |
| 02   | Elio de Angelis    | Lotus-Renault       | 63     | 0      | + 32,638    | 05    | 1:47,662 (33.)   |
| 03   | Teo Fabi           | Brabham-BMW         | 63     | 0      | + 1:26,528  | 23    | 1:48,232 (20.)   |
| 04   | Alain Prost        | McLaren-TAG-Porsche | 63     | 2      | + 1:55,258  | 02    | 1:47,074 (20.)   |
| 05   | Jacques Laffite    | Williams-Honda      | 62     | 1      | + 1 Runde   | 19    | 1:48,146 (27.)   |
| –    | Michele Alboreto   | Ferrari             | 49     | 0      | DNF         | 04    | 1:47,563 (31.)   |
| –    | Keke Rosberg       | Williams-Honda      | 47     | 0      | DNF         | 21    | 1:47,415 (26.)   |
| –    | Derek Warwick      | Renault             | 40     | 1      | DNF         | 06    | 1:46,221 (32.)   |
| –    | Patrick Tambay     | Renault             | 34     | 1      | DNF         | 09    | 1:46,739 (29.)   |
| –    | Niki Lauda         | McLaren-TAG-Porsche | 34     | 2      | DNF         | 10    | 1:47,192 (27.)   |
| –    | Philippe Alliot    | RAM-Hart            | 33     | 0      | DNF         | 20    | 1:51,147 (20.)   |
| –    | Nigel Mansell      | Lotus-Renault       | 28     | 1      | DNF         | 03    | 1:46,921 (13.)   |
| –    | Thierry Boutsen    | Arrows-BMW          | 27     | 0      | DNF         | 13    | 1:47,561 (24.)   |
| –    | Andrea de Cesaris  | Ligier-Renault      | 25     | 2      | DNF         | 12    | 1:47,670 (17.)   |
| –    | Johnny Cecotto     | Toleman-Hart        | 24     | 1      | DNF         | 17    | 1:49,270 (10.)   |
| –    | Eddie Cheever      | Alfa Romeo          | 22     | 0      | DNF         | 08    | 1:48,553 (20.)   |
| –    | Ayrton Senna       | Toleman-Hart        | 21     | 0      | DNF         | 07    | 1:47,444 (20.)   |
| –    | Riccardo Patrese   | Alfa Romeo          | 21     | 2      | DNF         | 25    | 1:47,684 (19.)   |
| –    | Piercarlo Ghinzani | Osella-Alfa Romeo   | 4      | 1      | DNF         | 26    | 1:53,489 (02.)   |
| –    | François Hesnault  | Ligier-Renault      | 3      | 0      | DNF         | 18    | 1:53,579 (02.)   |
| –    | René Arnoux        | Ferrari             | 3      | 0      | DNF         | 15    | 1:52,636 (02.)   |
| –    | Jonathan Palmer    | RAM-Hart            | 2      | 0      | DNF         | 24    | 1:57,367 (02.)   |
| –    | Manfred Winkelhock | ATS-BMW             | 1      | 0      | DNF         | 14    | –                |
| –    | Marc Surer         | Arrows-Ford         | 0      | 0      | DNF         | 22    | –                |
| DSQ  | Martin Brundle     | Tyrrell-Ford        | 63     | 1      | –           | 11    | 1:47,037 (23.)   |
| DSQ  | Stefan Bellof      | Tyrrell-Ford        | 33     | 0      | DNF         | 16    | 1:46,778 (21.)   |

Anmerkungen
1. 1 2  Aufgrund von Verstößen gegen das Reglement wurden das Team Tyrrell sowie die Fahrer Brundle und Bellof im September 1984 rückwirkend für die gesamte Saison 1984 disqualifiziert. Zudem wurde dem Team die Teilnahme an den letzten drei Rennen des Jahres untersagt.

## WM-Stände nach dem Rennen
Die ersten fünf des Rennens bekamen 9, 6, 4, 3 und 2 Punkte. In der Fahrerwertung wurden die besten elf Resultate, in der Konstrukteurswertung alle Resultate gewertet.

### Fahrerwertung
| Pos. | Fahrer            | Konstrukteur        | Punkte |
| ---- | ----------------- | ------------------- | ------ |
| 01   | Alain Prost       | McLaren-TAG-Porsche | 35,5   |
| 02   | Niki Lauda        | McLaren-TAG-Porsche | 24     |
| 03   | Elio de Angelis   | Lotus-Renault       | 22     |
| 04   | Nelson Piquet     | Brabham-BMW         | 18     |
| 05   | René Arnoux       | Ferrari             | 17     |
| 06   | Derek Warwick     | Renault             | 13     |
| 07   | Keke Rosberg      | Williams-Honda      | 11,5   |
| 08   | Michele Alboreto  | Ferrari             | 9,5    |
| 09   | Patrick Tambay    | Renault             | 8      |
| 10   | Nigel Mansell     | Lotus-Renault       | 5      |
| 11   | Ayrton Senna      | Toleman-Hart        | 5      |
| 12   | Teo Fabi          | Brabham-BMW         | 4      |
| 13   | Riccardo Patrese  | Alfa Romeo          | 3      |
| 14   | Eddie Cheever     | Alfa Romeo          | 3      |
| 15   | Andrea de Cesaris | Ligier-Renault      | 3      |
| 16   | Thierry Boutsen   | Arrows-Ford/-BMW    | 3      |

| Pos. | Fahrer             | Konstrukteur      | Punkte |
| ---- | ------------------ | ----------------- | ------ |
| 17   | Jacques Laffite    | Williams-Honda    | 2      |
| 18   | Marc Surer         | Arrows-Ford/-BMW  | 0      |
| 19   | Piercarlo Ghinzani | Osella-Alfa Romeo | 0      |
| 20   | Mauro Baldi        | Spirit Hart       | 0      |
| 21   | Jonathan Palmer    | RAM-Hart          | 0      |
| 22   | Manfred Winkelhock | ATS-BMW           | 0      |
| 23   | Johnny Cecotto     | Toleman-Hart      | 0      |
| 24   | François Hesnault  | Ligier-Renault    | 0      |
| 25   | Philippe Alliot    | RAM-Hart          | 0      |
| –    | Jo Gartner         | Osella-Alfa Romeo | 0      |
| –    | Corrado Fabi       | Brabham-BMW       | 0      |
| –    | Huub Rothengatter  | Spirit Hart       | 0      |
| –    | Mike Thackwell     | RAM-Hart          | 0      |
| DSQ  | Martin Brundle     | Tyrrell-Ford      | 8      |
| DSQ  | Stefan Bellof      | Tyrrell-Ford      | 5      |

### Konstrukteurswertung
| Pos. | Konstrukteur        | Punkte |
| ---- | ------------------- | ------ |
| 01   | McLaren-TAG-Porsche | 59,5   |
| 02   | Lotus-Renault       | 27     |
| 03   | Ferrari             | 26,5   |
| 04   | Brabham-BMW         | 22     |
| 05   | Renault             | 21     |
| 06   | Williams-Honda      | 13,5   |
| 07   | Alfa Romeo          | 6      |
| 08   | Toleman-Hart        | 5      |

| Pos. | Konstrukteur      | Punkte |
| ---- | ----------------- | ------ |
| 09   | Arrows-Ford/-BMW  | 3      |
| 10   | Ligier-Renault    | 3      |
| 11   | Osella-Alfa Romeo | 0      |
| 12   | Spirit-Hart       | 0      |
| 13   | RAM-Hart          | 0      |
| 14   | ATS-BMW           | 0      |
| DSQ  | Tyrrell-Ford      | 13     |

Anmerkungen
1. ↑  Tyrrell wurde im September 1984 wegen Reglementverstoßes aus der Weltmeisterschaft ausgeschlossen; Auslöser waren verbotene Wassertanks, die nach jedem Grand Prix befüllt wurden und auf diese Weise für ein Untergewicht während der Rennen sorgten.